# Найш, Моисей Наумович
Моисе́й (Михаи́л) Нау́мович На́йш (1912 — 1996) — украинский и советский инженер, организатор производства.

## Биография
Родился 5 (18 мая) 1912 года в Харькове (ныне Украина). Окончил школу-семилетку, затем профшколу (в 1930 году); в 1936 году — ХММИ.
С 1930 года — конструктор, затем технолог на Харьковском паровозостроительном заводе, занимался разработкой и доводкой конструкции дизельных двигателей, в том числе танкового дизеля В-2, а также внедрением передовых технологий по изготовлению ответственных узлов дизеля. В 1936—1941 годах — руководитель инструментального отдела, начальник цеха, занимался постановкой на производство дизеля В-2 для гусеничной техники, в том числе для танка Т-34.
В 1941—1947 годах — начальник цеха, начальник смены, начальник моторного производства, заместитель главного инженера завода, начальник танкового производства на Челябинском тракторном заводе — «Танкограде». Под его руководством в кратчайшие сроки был поставлен на серийное производство дизель В-2 и организован конвейерный выпуск тяжёлых танков КВ и ИС и танков Т-34.
В 1947—1953 годах на Коломенском паровозостроительном заводе организовывал работ по доводке и постановке на производство дизелей для военно-морского флота.
С 1953 года — главный инженер Луганского паровозостроительного (тепловозостроительного) завода, организовывал перевод производства с паровозов на тепловозы. Под его непосредственным руководством был перестроен весь заводской технологический цикл с организацией ряда новых участков и цехов. В 1970—1980-х годах завод выпускал до 1400 тепловозных секций в год. Найш участвовал в создании тепловозов ТЭ109 и 2ТЭ116, которые и сегодня перевозят грузы по железным дорогам постсоветского пространства.
Выйдя на пенсию в 1973 году, продолжал работать до 1989 года инженером-технологом, старшим научным сотрудником, ведущим специалистом на различных участках производства, преподавателем в машиностроительном институте.
Автор десятков статей, опубликованных в научно-технических журналах и сборниках, а также более 100 изобретений, оформленных авторскими свидетельствами и патентами.
Умер 12 декабря 1996 года в Луганске (Украина).

### Семья
- жена — Елена Андреевна Панащенко (1914—1995), конструктор.
  - дочь — Эмма Моисеевна Найш (1937—2015), математик.
- жена — Рахиль Захаровна Иоффе (1919—2000), врач-невропатолог.
  - сын — Наум Моисеевич Найш (род. 23 сентября 1942), лауреат Государственной премии Украины в области науки и техники (2004).
  - дочь — Марина Моисеевна Тананко (Найш) (род. 8 мая 1946), врач нарколог-психиатр высшей категории.

## Награды и признание
- два ордена «Знак Почёта» (1941, 1971)
- три ордена Трудового Красного Знамени (1942, 1943, 1966)
- орден Ленина (1945)
- Сталинская премия первой степени (1946) — за коренное усовершенствование технологии и организацию высокопроизводительного поточного метода производства тяжёлых танков[1]
- медаль «За победу над Германией в Великой Отечественной войне 1941—1945 гг.»
- медаль «За доблестный труд в Великой Отечественной войне 1941—1945 гг.»
- юбилейная медаль «Тридцать лет Победы в Великой Отечественной войне 1941—1945 гг.»
- юбилейная медаль «Сорок лет Победы в Великой Отечественной войне 1941—1945 гг.»
- медаль «50 лет Советского танкостроения» (1972)
- медаль «Ветеран труда»
- Юбилейная медаль «За доблестный труд. В ознаменование 100-летия со дня рождения Владимира Ильича Ленина» (1970)
- Бронзовая медаль ВДНХ «За успехи в народном хозяйстве СССР» (1961)
- Золотая медаль ВДНХ «За успехи в народном хозяйстве СССР» (1962)
- почётные награды железнодорожников Германии, Польши, Болгарии, Венгрии, Чехословакии.
- Почётный гражданин Коломны (Московская область).

## Память
Мемориальная доска на здании Центрального технологического бюро ПАО «Лугансктепловоз» (2012).